# Zdravko Radić
Zdravko Radić (Kotor, 24. lipnja 1979.), crnogorski vaterpolski vratar. Visok je 193 cm i težak 95 kg. Ponikao je u kotorskom Primorcu s kojim je osvojio Euroligu 2008./09., a u sezoni 2011./12. prešao je u riječko Primorje. Od sezone 2012./13. igrač je kragujevačkog Radničkog s kojim je osvojio Kup LEN. Za reprezentaciju tadašnje SR Jugoslavije prvi put je na velikom natjecanju nastupio 1999. na EP-u.